# Margaret Elphinstone
Margaret Elphinstone (Kent, 1948) è una scrittrice scozzese.

## Biografia
Margaret Elphinstone è nata nel 1948 nel Kent, ha studiato presso il Queen's College di Londra e presso l'Università di Durham. Negli ultimi anni di insegnamento ha insegnato scrittura creativa presso il Dipartimento di Anglistica all'Università di Strathclyde a Glasgow. Attualmente è in pensione. I suoi campi di ricerca accademica sono: gli scrittori scozzesi e la letteratura delle isole al largo della Scozia. Ha effettuato viaggi di ricerca in Islanda, Groenlandia, Labrador e Stati Uniti. Ha due figli e ha vissuto per otto anni sulle isole Shetland. Prima di diventare professoressa a Glasgow nel 2003 ha svolto diversi lavori in vari luoghi.
Alcune delle sue esperienze sono state utilizzate per la stesura delle sue opere:
- Islanders si fonda sulla sua esperienza negli scavi archeologici nell'isola Papa Stour dell'arcipelago delle Isole Shetland;
- due libri di giardinaggio sono ispirati alla sua esperienza da giardiniera in Galloway;
- Voyageurs è apparso in seguito al suo soggiorno di un anno presso la Central Michigan University e le sue avventure in canoa lungo il fiume Ottawa.

## Opere
- Spinning the Green, racconto, 1985.
- The incomer or Clachanpluck, romanzo, 1987.
- A Sparrow's Flight, romanzo, 1989.
- An Apple from a tree, racconti, 1991.
- Islanders, romanzo, 1994.
- The Sea Road, romanzo basato sulla vita dell'esploratrice islandese Guðríðr Þorbjarnardóttir, 2000.
- Hy Brasil, Romanzo, racconta dell'isola leggendaria di Hy Brazil, 2002.
- Voyageurs, romanzo, 2003
- Light, romanzo, 2006.
- La notte del raduno, (The Gathering Night, 2009) romanzo (I ed. it. Einaudi, 2011). ISBN 978-1-84767-288-9

## Premi e riconoscimenti
- 1990 Scottish Arts Council Writer's Bursary
- 1991 Scottish Arts Council Travel Award

per The Sea Road
- 1993 Scottish Arts Council Writer's Bursary
- 1994 Scottish Arts Council Travel Award
- 2001 Scottish Arts Council Spring Book Award

per Hy Brasil
- 1997 Scottish Arts Council Writer's Bursary

per Voyageurs
- 2000 Scottish Arts Council Writer's Bursary